# 제시카 채스테인
제시카 미셸 채스테인(영어: Jessica Michelle Chastain, 1977년 3월 24일 ~ )은 제시카 차스테인(영어: Jessica Chastain)으로 잘 알려진 미국의 배우이다. 채스테인은 그녀의 영화 데뷔작인 독립 영화 《조렌느》에 출연하기 이전에 여러 TV 프로그램에 출연하였다. 2011년, 7편의 영화 작품에서 주연들을 맡으며 전세계적인 지명도를 갖게 되었으며, 그 중에서도 드라마 영화 《헬프》에서 실리아 풋 역할로 호평을 받았고 미국 아카데미상 여우조연상과 골든 글로브상, 미국 배우 조합상, 영국 아카데미 영화상(BAFTA)에서 여우조연상 후보에 올랐다. 2021년 영화 《타미 페이의 눈》을 통해 제94회 아카데미상 여우주연상을 수상했다.
논란이 많은 2012년 군사 스릴러 영화 《제로 다크 서티》에서 보인 연기를 통해, 채스테인은 수많은 비평가들의 호평을 받았고 크리틱스 초이스 영화상 여우주연상과 골든 글로브상 여우주연상을 수상하였고 미국 아카데미상 여우주연상 후보에 지명되었다. 이외의 주목할만한 작품으로는 테런스 맬릭의 《트리 오브 라이프》, 《테이크 쉘터》과 크리스토퍼 놀런의 《인터스텔라》등이 있다.
2012년에 타임지는 "세계에서 가장 영향력 있는 인물 100명" 중 한명으로 선정하였다. 《제로 다크 서티》와 2013년 공포 판타지 영화 《마마》에서 선보인 그녀의 연기에 영화 비평가인 리처드 루퍼는 "이 세대의 최고 배우 중 한명"이라고 평했다.

## 성장 과정과 교육
채스테인은 캘리포니아 주, 새크라멘토에서 태어났다. 채식주의자 요리사인 어머니 제리와 소방수인 의붓 아버지 마이클 해스티 사이에서 자랐다. 2012년과 2013년에 아카데미 시상식에 참석했던 할머니 매를린과 친하다.
채스태인이 연기에 처음으로 관심을 갖게 된것은 할머니가 데이비드 캐시디가 주연으로 출연한 《요셉 어메이징》 제품을 가져다 준 7살 이후이다. 1995년에 새크라멘토에 있는 엘 카시모 펀더멘털 하이 스쿨을 졸업하고 새크라멘토 시티 컬러지에 진학하였고 그 곳에 있는 토론 팀의 멤버(1996–1997)였다. 1998년 샌프란시스코 베이 에어리어에 있는 전문 극단인 티어러워크스가 주최한 《로미오와 줄리엣》의 줄리엣 역할로 출연하였다. 그 후 뉴욕 시에 있는 줄리아드 스쿨에 있는 드라마 디비전스 그룹 32의 일원(1999–2003)으로 진학하였고 당시 그룹에는 마이클 유리와 제스 웨익슬러 등이 있었다. 로빈 윌리엄스가 지원한 장학금으로 줄리아드에 진학할 수 있게 되었다. 연극학과 활동에 활발히 참여해 몇몇 연극 작품들과 학생들의 영화에 주연으로 출연하였다. 2003년에 줄리아드를 미술 학사학위(B.F.A.)로서 졸업하였다.

## 경력

### 2004년-2009년
연극 학교를 졸업한 직후, 채스테인은 로스앤젤레스에 졸업생들을 위한 한 쇼케이스에 참석하였고, 즉시 TV 프로듀서 존 웰스와 계약을 하였다. 캘리포니아주로 장소를 옮겨, 베니스에 살았고, 일자리를 얻으려고 오디션을 보기 시작하였으며, 탤런트 에이전트 힐다 퀠리에게 발굴 되었다. 이미 배역을 따기 위한 오디션에서 어려움에 직면해 있었다. "머리카락도 붉은색이고 전형적인 현대형 얼굴이 아닌 탓에 사람들이 저에게 어느 배역을 맡길지 몰라서 혼란스러워 했어요."라고 회상했다. TV 데뷔는, 1960년대의 고딕 연속극 《다크 쉐도우스》의 The WB 채널의 리메이크 파일럿으로 원작에서 낸시 배럿이 맡았던 캐롤린 스토다드 역할을 연기하였다. P. J. 호건이 제작했던 그 파일럿은 방송사의 기대에 부흥하지 못하였고 그 드라마는 결국에는 방송되지 못하였다. 채스테인은 후에 의학 드라마 《ER》에 게스트 역할로 출연하였는데, 이는 그 이후로 TV 프로그램에서 괴짜 캐릭터들을 맡게 된 직업 생활의 분수령이 되었다. "저는 《ER》에서 정신병을 가진 여자 역할을 하게 되었고, 그 이후로 저는 TV에서 비정상인 역할들을 많이 맡게 되었어요" 나중에 "저는 뭔가 이상한 여자 역할을 많이 연기했어요. 아마도 그 배역들은 뭔가 끔찍한 사고의 피해자였을꺼에요. 아니면 그들은 미쳤겠죠.라고 말하였다.
2004년부터 2006년까지, 또한 《베로니카 마스》, 《클로즈 투 홈》, 《로 앤 오더: 배심원에 의한 재판》와 같은 TV 드라마에 출연하였다. 플레이라이츠 호라이존스에서 일하던 동안, 새 극작인 《살로메》에 등장할 무명의 여배우를 찾고 있던 알 파치노 감독에게 추천을 받아 그 배역으로 발탁되었다. 긍정적인 평가를 보이며 매진된 워즈웍스 극장에서의 연극 성공으로 일부 캐스팅 감독들이 관심을 보였다.
2008년, 돌리 파튼의 노래 "Jolene"에 영감을 받은 E. L.닥터로의 단편 소설 Jolene: A Life를 원작으로 한 댄 아일랜드 감독의 드라마 영화 《조렌느》에서 타이틀 롤을 맡으며 영화 데뷔를 하였다. 영화가 다양한 평가를 받는 동안에, 채스테인은 연기로 찬사를 받았고, 신문사 뉴욕 옵저버는 "모든 씬에 나오진 않지만 영화를 보고 싶게 만드는 유일한 사람이다." 라고 기고했다. 영화는 나중에 2010년 10월 29일 미국에서 개봉하였고 채스테인은 시애틀 국제 영화제 여우주연상을 수상했다.
2009년, 앤더스 앤더슨이 감독을 맡은 미스터리 스릴러 영화 《스틸》에 출연하였다. 이 영화는 전세계적으로 비평가들에게 혹평을 받았고 주문형 비디오로도 출시되지 못하였고 2010년 3월까지 제한적으로 영화관에서 개봉되었다. 같은 해 아가사 크리스티의 1934년 소설 《오리엔트 특급 살인》을 각색한 영국의 드라마 《아가사 크리스티: 명탐정 포와로》에서 메리 데번햄 역할의 촬영을 마쳤다.

### 2010년–2011년

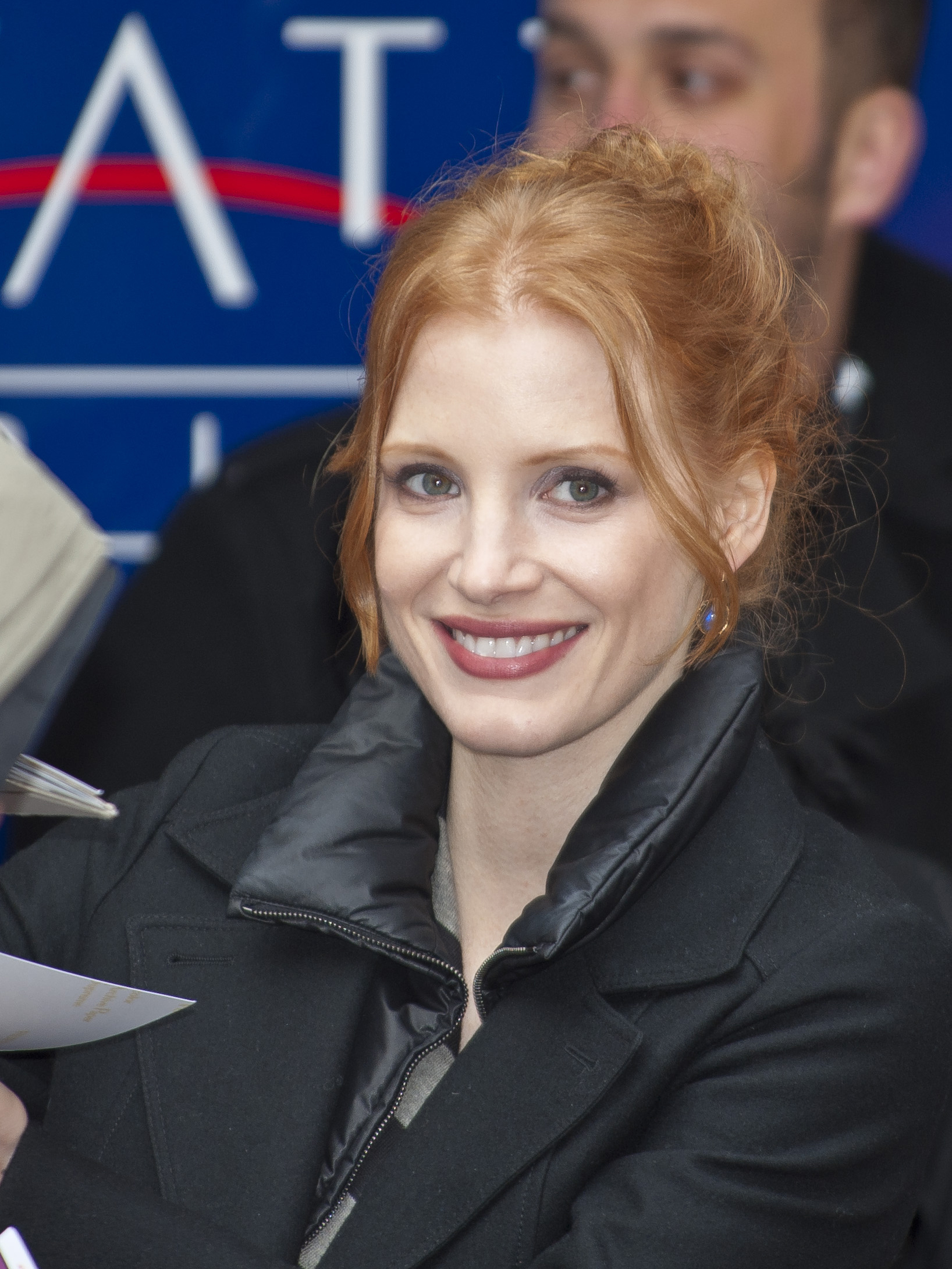
2011년 베를린 국제 영화제에서의 채스테인

2011년 테런스 맬릭의 《트리 오브 라이프》와 범죄 스릴러 영화 《텍사스 킬링 필드》등 다양한 배역들을 선보였다.
2011년에 가장 큰 상업적 성공을 거둔 영화는 캐서린 스토킷의 동명의 소설을 원작으로 한 《헬프》였다. 연기는 비평가들의 극찬을 받았고 미국 아카데미상 여우조연상 후보에 올랐으나, 공동 주연으로 출연한 옥타비아 스펜서에게 상을 내주었다. 채스테인은 계속해서 작은 마을에 종말록적 생각에 시달리는 한 남자의 아내 역을 연기한 2011년 영화 《테이크 쉘터》에서 연기로 긍정적인 반응을 얻었다.
존 매든의 드라마 스릴러 영화 《언피니시드》에서 1960년대 중반에 강제 수용소에서 의학 실험을 벌인 전직 나치의 박사를 생포하기 위해 동독으로 보내진 젊은 모사드 요원 역할을 연기하였다. 채스테인은 그 배역의 다른 시기의 연기로 인하여 헬렌 미렌과 그 배역을 같이 연기하였다. 두 배우들은 촬영이 시작하기전에 목소리와 버릇등을 만드는등 함께 작업을 하였으며, 반면 채스테인은 또한 영화에 대비해서 크라브 마가와 독일어 수업을 들었고, 요제프 멩겔레와 모사드의 역사에 대한 공부를 하였다. 2010년 9월 2010년 토론토 국제 영화제에서 시사회가 열렸고, 영화는 2011년 8월 31일 미국에서 개봉되었으며, 채스테인은 비평가들과 관객들로부터 긍정적인 반응을 받았다.
2011년 11월 29일, 채스테인은 《헬프》, 《트리 오브 라이프》, 《테이크 쉘터》에서 보인 연기를 통해서 뉴욕 영화 비평가 협회 여우조연상을 수상했고, 거기에 더해 같은날에 《테이크 쉘터》로 인디펜던트 스피릿 어워드에서 여우조연상 후보에 올랐다. 2012년 12월 1일 《트리 오브 라이프》에서 오브라이언 부인 역할을 통해 새틀라이트상 여우조연상 후보에 올랐다. 그외에 전미 비평가 협회 여우조연상, 로스앤젤레스 영화 비평가 협회 여우조연상 등을 포함한 시상식 상과 비평가들의 호평을 받았다.

### 2012년-현재

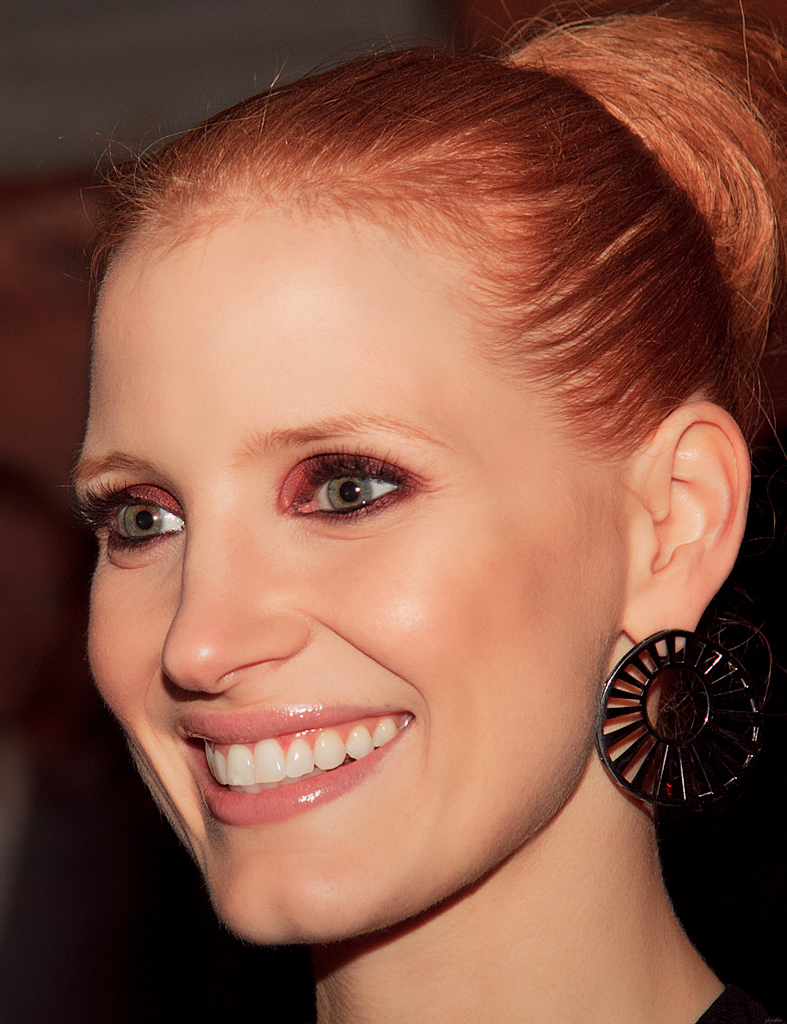
2011년 토론토 국제 영화제에서 채스테인

채스테인은 2012년 1월에 개봉한 레이프 파인스 감독의 데뷔 작품인 《코리올라누스: 세기의 라이벌》에서 비르길라를 연기하였다. 그녀는 비평가들로부터 일반적으로 긍정적인 평가를 얻었다. 애니메이션 코미디 영화 《마다가스카 3: 이번엔 서커스다!》에서 이탈리아어 억양을 사용하는 재규어 지아의 성우를 맡았고, 영화는 2012년 6월 18일에 개봉하였으며, 비평가들로부터 일반적으로 긍정적인 평가를 얻었다.
알 파치노 감독의 다큐멘터리 드라마 영화 《와일드 살로메》에서 살로메 역할과 존 힐코트의 금주법 시대 드라마 영화 《로우리스: 나쁜 영웅들》에서 매기 뷰포드 역할을 연기하였다.
2012년 4월, 세계에서 가장 영향력 있는 인물 100인 타임 100 명단에 들었다. 2012년 6월에 열린 영화 예술 과학 아카데미에 참석 초대를 받았다. 같은 달, '매니페스토'라고 불리는 새로운 이브 생로랑 향수의 모델로 선정되었다.
2012년 《더 컬러 오브 타임》에서 C. K. 윌리엄스의 어머니 역할로 출연하였다. 테런스 맬릭 감독의 로맨스 영화 《투 더 원더》에 합류하였지만, 출연 장면은 영화 편집을 하면서 잘려나갔다. 2012년 초, 채스테인은 액션 영화 《오블리비언》과 《아이언맨 3》에 출연하기로 계획이 잡힌것으로 보도 되었으나, 출연이 무산되었다. 채스테인은 또한 전기 영화 《다이애나》에 다이애나 왕세자비 역할을 제안 받았으나, 하차하면서 나오미 왓츠로 대체되었다. 이후 캐스린 비글로 감독의 액션 스릴러 영화 《제로 다크 서티》에서 마야 역할을 연기하였고 비평가들의 찬사를 받아 미국 아카데미상 여우주연상 후보에 올랐다. 2013년 안드레스 무스치에티 감독의 2008년 스페인의 단편 영화 《마마》를 원작으로 한 무스치에티 감독의 2013년 공포 영화 《마마》에 니콜라이 코스테르 발다우와 함께 주연으로 출연하였다. 《제로 다크 서티》와 《마마》의 개봉으로, 채스테인은 50년만에 박스 오피스에서 1위에 오른 두 개의 영화에 주연 배우로 출연한 첫 여성이 되었다. 2012년에 또한, 채스테인은 2012년 11월 1일부터 2013년 2월 9일까지 월터 커 극장에서 브로드웨이 데뷔이자 제한적 공연인 《사랑아 나는 통곡한다》에서 캐서린 슬로퍼 역할을 연기했으며, 마지막 극은 영국 영화 텔레비전 예술 아카데미에 참석하면서 취소되었다.

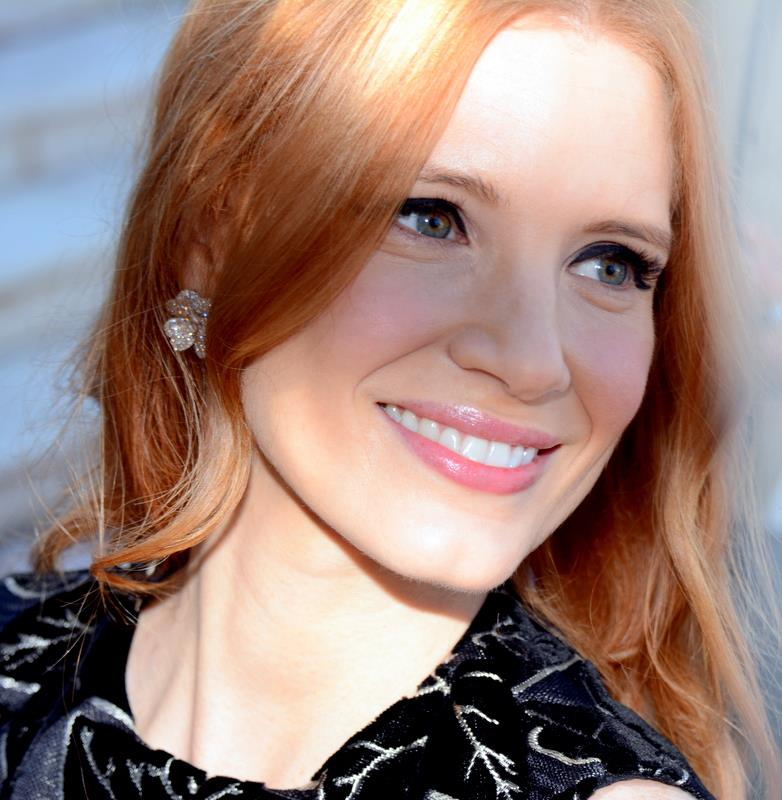
2014년 칸 국제 영화제에서 채스테인

채스테인은 세 부분으로 되어 'Him', 'Her'과 'Them'이라는 부제가 달린 드라마 영화 《엘리노어 릭비: 그 남자 그 여자》에 제임스 맥어보이와 함께 명목상 캐릭터를 맡았다. 리브 울만이 감독을 맡은 아우구스트 스트린드베리의 연극을 각색한 영화인 《미스 줄리》에 주연 역할을 맡았다. 니키 카로가 감독하는 《미친 별 아래 집》의 각색 영화에 주연을 맡는다고 발표 되었다. 채스테인은 매튜 매커니히와 앤 해서웨이와 함께 크리스토퍼 놀런 감독의 공상 과학 영화 《인터스텔라》에 출연하였다.
2013년 7월 16일, 채스테인은 J.C. 챈더의 영화 《모스트 바이어런트》에 캐스팅 되었다. 2013년 가을에 채스테인이 미아 바시코프스카, 톰 히들스턴, 찰리 허냄과 함께 《크림슨 피크》이라는 길예르모 델 토로 감독의 공포 영화에 캐스팅 되었음이 알려졌다. 이 영화는 2015년 10월 16일에 개봉되었다.

## 사생활
채스테인은 친아버지와 떨어진 상태이고 정체성을 다양한 뉴스 매체에 밝히는것을 거절했었다. 2013년 보그와의 인터뷰에서 출생 증명서에 아버지가 없고 새아버지인 마이클 헤스티를 아버지라고 생각한다고 밝혔다.
채스테인은 5자매의 장녀이며, 여동생 두 명과 남동생 두 명을 두고 있다. 2014년 여동생 중 한명이 자살시도를 한 이후로 자극을 받아 비영리기구인 자살 퇴치 운동기구를 지원하고 있다고 밝혔다.
엄격한 채식주의자(비건)로 알려져 있다. 2013년 6월부터 맨해튼 인근의 그리니치빌리지에서 다리가 세 개인 구조견인 애완견 채플린과 함께 살고 있다.

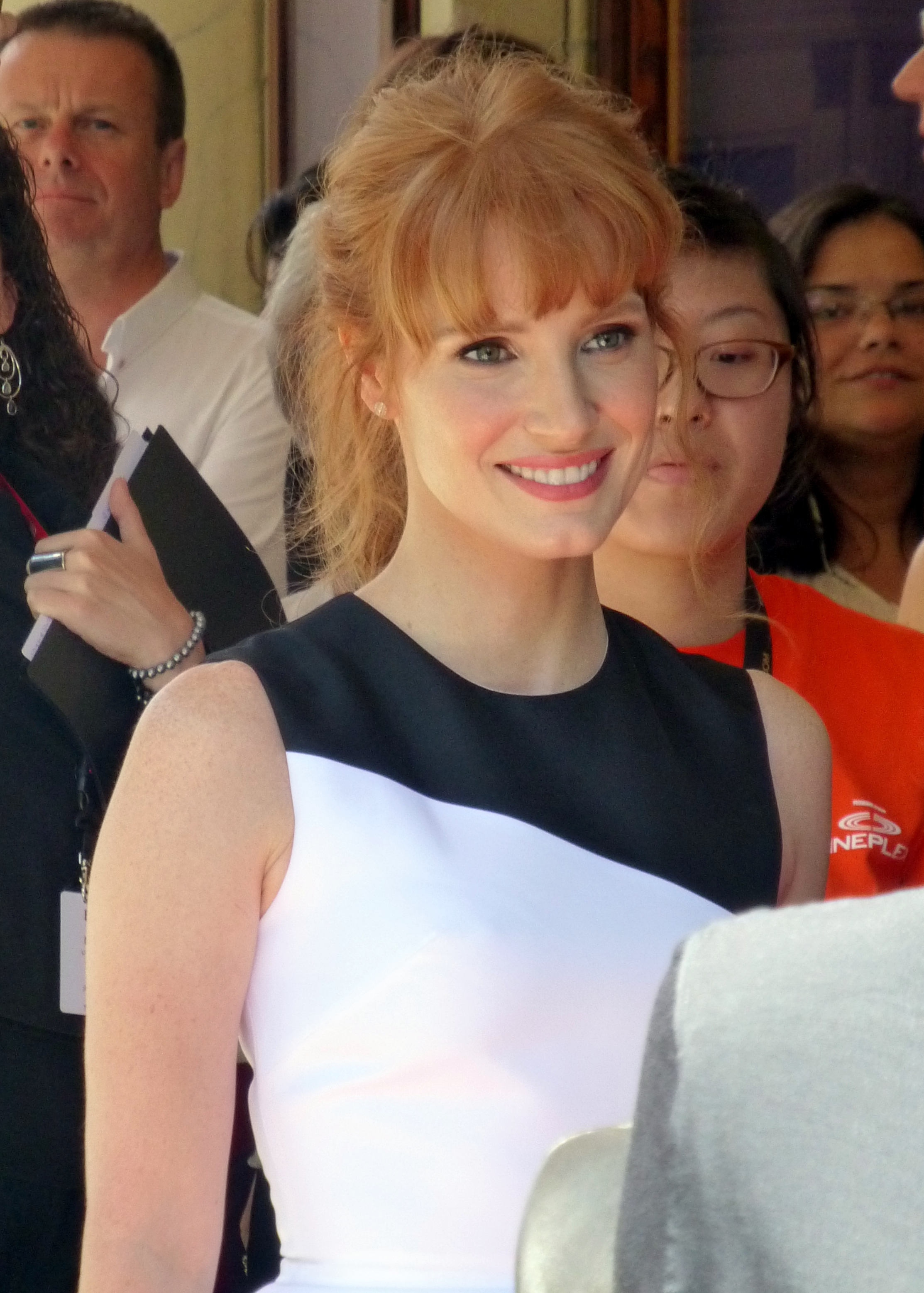
2014년 토론토 국제 영화제에서 채스테인

2000년대에 채스테인은 2010년에 결별한 영화 감독 네드 벤슨과 오랜 기간 연인 관계였다. 2011년 멕시코인 변호사 하이메 살리나스 로하스와 사귀었다. 2012년부터 프랑스 패션 브랜드 몽클레르에서 경영진으로 일하는 이탈리아 출신의 잔 루카 파시 데 프레포술로와 교제를 시작하였고, 2017년 6월 10일 그녀는 프레포술로와 이탈리아 카보네라에서 결혼식을 올렸다. 그들은 뉴욕 시에서 살고 있다.